# Compostela (México)
Compostela é um município do estado de Nayarit, no México.
Em 2005, o município possuía um total de 62.925 habitantes.